# Puig Galliner (Josa i Tuixén)
El Puig Galliner és una muntanya de 1.876 metres que es troba entre els municipis de Josa i Tuixén i de la Vansa i Fórnols, a la comarca de l'Alt Urgell.